# Цаклењача
Цаклењача (лат. Salicornia europaea) је једногодишња или двогодишња биљка која се местимично јавља на слатинама у Војводини.

## Опис биљке
Усправна, ређе полуполегла, гола, сјајна, зелена или жуто црнвенкаста, једногодишња или двогодишња биљка сразмерно слабо развијеног корена. Стабљика сукулентна, јако граната, пирамидална, састављена као и гране од ваљкастих чланака са по 2 мала закржљала опнаста листића.
Тупи или шиљати, 1-3 центиметра дуги класови развијени на врху стабљике и грана. Цветови без брактеја, ситни, двополни, скупљени по 3 у троугласте, у удубљења стабљике смештене гломеруле. Цветни омотач у облику затворене, само на врху разрезане вреће и после цветања мање више потпуно обавија плод. Прашника 2, пераста жига 2. У плоду има само једно кукасто длакаво семе. Клица у облику потковице. Биљка цвета од јула до октобра.
- Цаклењача 1
- Цаклењача 2
- Цаклењача 3

## Распрострањеност
Опште распрострањење: Евроазија, Медитеран
Распрострањење у Србији: до сада забележена само из Војводине: Сента, Бечеј у Бачкој и Драгутиново, Слано Копово, Ново Милошево и Меленци у Банату.
Услед мелиорације слатина данас је можда и са ових локалитета нестала.

## Станиште
У халофитској вегетацији на влажним солончацима хлоридног типа.

## Статус заштите
Према Правилнику о проглашењу и заштити строго заштићених и заштићених дивљих врста биљака, животиња и гљива налази се у: Прилогу I Строго заштићене дивље врсте биљака, животиња и гљива. Архивирано на веб-сајту  (4. април 2015)